# Liste der Träger des Titels Held der Arbeit
In dieser Liste sind die Namen einiger von derzeit rund 3700 bekannten Trägern des Titels Held der Arbeit und das Jahr ihrer Auszeichnung aufgeführt.

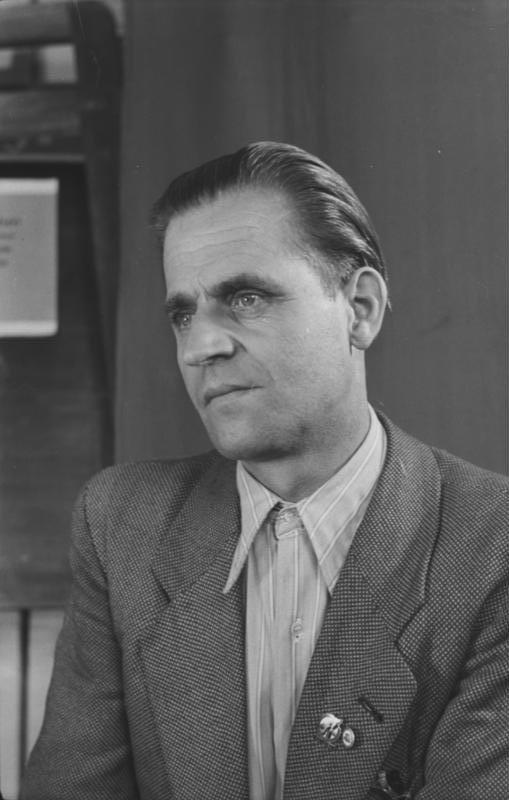
Hans Garbe, 1950

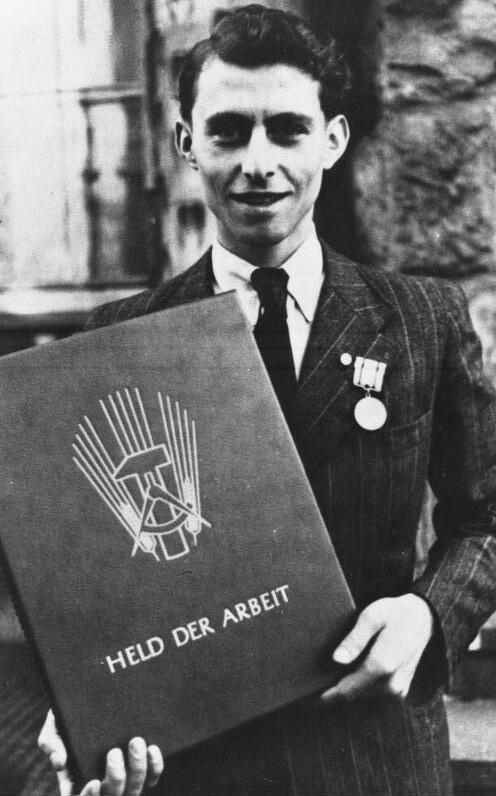
Günther Lieske, tätig im Betrieb Stahlgießereien Marten A.G. in Chemnitz-Borna, wurde am 13. Oktober 1950 mit dem Titel Held der Arbeit ausgezeichnet

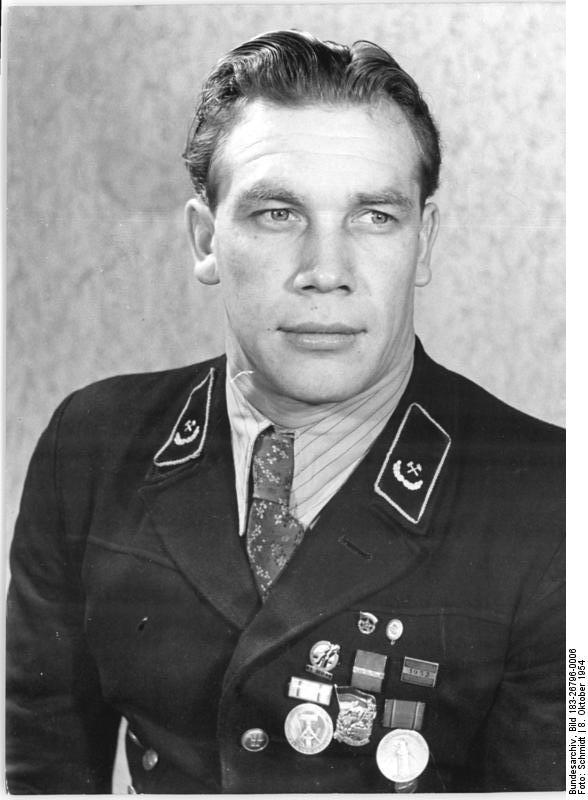
Gustav Hübner 1954

## Träger des Titels
- 1950: Luise Ermisch (Damenschneiderin Halle), Hans Garbe (Werkmeister Berlin), Regina Dinger (Chemikerin Halle), Franz Striemann (Stuhlmeister Cottbus), August Engel (Häuer Mansfeld), Ilse Biesmann (Ringspinnerin Nieder-Schmalkalden), Josef Wenig (Obersteiger), Artur Springer (Chefchemiker Ketzschendorf), Kurt Baum (Ingenieur Halle), Heinz Uhlemann (Maurer Zwickau), Georg Scheliga (Direktor Sondershausen), Paul Heine (Lokführer Leipzig), Ingeborg Endter (Ringspinnerin Nieder-Schmalkalden), Erich Schneider (Kraftfahrer Dresden), Edith Pempel (Ringspinnerin Nieder-Schmalkalden), Ilse Richter (Träuflerin Radeberg), Josef Stanek (Elektroingenieur Berlin)
- 1951: Wilhelm Pieck (Präsident der DDR), Albert Wilkening (DEFA Babelsberg), Meta Goldberg (Webereien Zittau), Joachim Birr (Chemiker Wolfen), Max Friedemann (Werkdirektor Riesa), Frieda Hoffmann (Arbeiterin Radeberg), Alfons Hörle (Baustellenleiter Magdeburg), Felix Stupka (Arbeiter Muskau), Franz Reika (Bergmann Mansfeld), Gerhard Opitz (Hauptbuchhalter Halle/Saale)
- 1952: Charlotte Prasse (Arbeiterin Wismut), Inge Rahnfeld (Ringspinnerin Meerane), Elfriede Schwede (Dreherin Leipzig), Elisabeth Schüttmann (Sachbearbeiterin Dresden), Wally Metscher (Elektroschweißerin Magdeburg), Annelies Rüthrich (Instrukteurin Berlin), Fritz Schälike (Verlagsleiter Dietz-Verlag, Berlin), Erich Wendt (Verlagsleiter Aufbau-Verlag, Berlin), Werner Annemüller (Werkleiter Schönebeck), Edmund Böhm (Häuer Ölsnitz), Erich Bindseil (Werkleiter Neumark),
- 1953: Erna Sachse (Arbeiterin),
- 1954: Frida Hockauf (Weberin Zittau), Margareta Förster (Gießerin Bitterfeld), Otto Bennecke (Bauer Winterfeld), Erich Giebner (Bergarbeiter), Anna Kojetinsky (Ringspinnerin Eisenach), Paul Simon (Weber Werdau)
- 1959 Fritz Dallmann (LPG-Vorsitzender Priborn), Luise Marscheider (LPG-Bäuerin Bernburg)
- 1960: Bruno Max Leuschner, Emma Müller (Baumwollspinnerin Riesa), Lothar Badstübner (Hauer Wismut), Kurt Henker (Bauleiter Berzdorf), Maria Holl (Schweinemeisterin Bölkendorf), Georg Jung (Hauer Wismut), Hugo Müller (Bergmann Eisleben), Kurt Penndorf (Dreher Wildau), Helmut Riedel (Hauer Wismut), Hans Rodenberg (stellv. Kulturminister), Hans Rommel (Werkdirektor Werra), Herbert Seidel (Betriebsleiter Bitterfeld), Erwin Thrun (Traktorist Holzendorf), Herbert Thümmel (Instrukteur Karl-Marx-Stadt), Bodo Voß (Ingenieur Wittenberge), Willy Wehner (Baggerführer Thräne), Maria Lück (Bäuerin Nauendorf/Saale), Johannes Döhler (LPG-Vorsitzender Dahlen/Sachs.), Gerhard Scholz (LPG-Vorsitzender Warin)
- 1963: Hermann Matern
- 1964: Erich Mielke, Willi Stoph
- 1965: Hermann Axen (SED-Politbüro)
- 1966: Wolfgang Biermann (Generaldirektor)
- 1968: Heinz Lorek, Erich Mielke (Minister)
- 1969: Kurt Hager, Günter Mittag, Hildegard Hähnel (Direktorin Warenhaus Dresden), Margot Honecker, Agathe Peggau (Betriebsdirektorin Königs Wusterhausen), Solveig Leo (LPG-Vorsitzende Banzkow), Rudolf Bergander (Prof. Dresden), Alfred Kick (Hauer Wismut), Gerhard Frost (Prof. Berlin), Herbert Kohlmann (Bauarbeiter Berlin)
- 1972: Helga Mucke-Wittbrodt (Ärztin Berlin)
- 1973: Erich Peppel (Schichtarbeiter Weimar-Werk)
- 1974:Willi Schulz (VEB Wasseraufbereitungsanlagen Markkleeberg), Anneliese Schütz (Leiterin Kinderheim „Emil Wrecke“, Anderbeck), Peter Beyer (Brigadeleiter Mansfeldkombinat), Horst Zickler (VEB Sportgerätewerk Schmalkalden), Elisabeth Heinz (VEB Zuckerkombinat „Fortschritt“ Zeitz), Dieter Manicke (VEB Schraubenkombinat Karl-Marx-Stadt)
- 1975: Horst Dohlus (SED-Politbüro), Elli Nutschan (Abteilungsleiterin Elektro-Apparate-Werke Berlin-Treptow „Friedrich Ebert“)
- 1976: Fritz Cremer, Bildhauer und Grafiker, Günter Erbach (Staatssekretär für Körperkultur und Sport der DDR)[1]
- 1978: Wilhelm Ehrke (Traktorist Anklam), Gertrud Jakisch (Lagerarbeiterin Bad Blankenburg)
- 1979: Willi Stoph
- 1980: Anna Seghers, Albert Stief, Ilse Schröder (Traktoristin Gölzau), Brigitte Pläschke (Flyerin Plauen), Günter Krönert (Flugkapitän), Heinz Bischoff (Rohrleger Finow)
- 1982: Markus Wolf
- 1983: Alexander Schalck-Golodkowski
- 1984: Frieda Arndt (Kunstblume Sebnitz), Käthe Bautz (Lehrerin Berlin), Irma Etzold (Arbeiterin Berlin), Heinz Brandt (Generaldirektor), Annemarie Esper-Juhnke (Schauspielerin), Ingeborg Kachel (Schichtleiterin Berlin), Heinz Keßler (Generaloberst, ab 1985 Armeegeneral und Minister f. Nationale Verteidigung), Anita Häußler (Meisterin Berlin), Klaus-Dieter Hoffmann (Hauer Sondershausen), Alfred Schejahn (Schiffbauer Wismar), Ingrid Wetzel (Kälberpflegerin Bobitz), Christa Simmich (Meisterin Flöha), Werner Beuth (Brigadier beim VTK Schwerin), Jutta Müller (Eiskunstlauftrainerin), Gerhard Stauch (Leiter der Zollverwaltung der DDR)
- 1985: Otto Arndt
- 1986: Peter Florin (stellv. Minister), Günter Mittag (SED-Politbüro), Wolfgang Dabel (Schiffbauer Stralsund), Peter Brückner (LPG-Vorsitzender Gierstädt), Christa Ecke (Melkerin Cavertitz), Ingeborg Frank (Brigadierin Waltershausen), Peter Friedrich (Meister Leipzig), Brigitte Groeger (Hoteldirektorin Suhl), Gerda Heller (Betriebsdirektorin Arnstadt), Angelika Theel (Anlagenfahrerin Berlin), Wolfgang Heyl (stellv. CDU-Vorsitzender), Ursula Müller (Zuschneiderin Wittgensdorf), Jürgen Fuchs (Brigadier Berlin), Edeltraut Filz (Agrotechnikerin Groß Rosenburg), Ulrich Dassow (Anlagenfahrer Guben), Ulrich Fliege (LPG-Vorsitzender Oßmannstedt)
- 1988: Hans Rudolf Gestewitz
- 1989: Till Schairer, Stefan Meisner, Martin Kirn, Pauline Händel